# 1181
1181 (MCLXXXI) a fost un an obișnuit al calendarului iulian.

## Evenimente
- 15 septembrie: Conciliul de la Puy: doi lideri ai mișcării catharilor își reneagă erezia.

### Nedatate
- februarie: Trupele maghiare ale regelui Bela al III-lea cuceresc de la Veneția orașul Zara (Zadar), pe coasta Dalmației.
- aprilie: Conducătorul japonez Taira no Tomomori înfrânge în două rânduri trupele lui Minamoto no Yukiie la Sunomata și la Yahagigawa, însă este răpus de boală.
- iulie: Legatul papal Henri de Marcy, cardinal de Albano, pornește cruciada împotriva catharilor din sudul Franței (Languedoc) și cucerește Lavaur de la Adelaide de Toulouse, care se supune.
- august: Rămas fidel ducelui Henric Leul al Saxoniei, orașul Lübeck este cucerit de trupele împăratului Frederic Barbarossa, sprijinit de flota regelui Valdemar I al Danemarcei; ducele Boguslav I de Pomerania recunoaște suzeranitatea imperială, iar Pomerania Occidentală devine parte componentă a Imperiului romano-german.
- noiembrie: Dieta de la Erfurt: se confirmă confiscarea de către împăratul Frederic Barbarossa a posesiunilor ducelui Henric Leul, care nu mai are în stăpânire decât Braunschweig; Henric se autoexilează în Anglia.
- După o serie de victorii navale asupra almohazilor, flota portugheză este zdrobită de cea a amiralului Ahmad al-Siqilli, care reia controlul asupra țărmurilor atlantice.
- Generalul Muhammad ibn Sam din dinastia ghurizilor ajunge cu trupele sale în dreptul orașului Lahore, unde construiește o fortăreață la Sialkot.
- Prima mențiune documentară a comitat-ului Satu Mare.
- Regele Henric al II-lea al Angliei promulgă o lege potrivit căreia toți oamenii liberi din regat sunt nevoiți să presteze serviciul militar obligatoriu.
- Regele Jayavarman al VII-lea îi alungă pe champi și preia controlul asupra Angkorului.
- Revoltă împotriva Bizanțului a ungurilor și sârbilor; după ce au reocupat Croația și Dalmația, ungurii se aliază cu regele Ștefan Nemania, sub a cărui autoritate se reunesc Rascia (Serbia) și Zeta (Muntenegru); raiduri sârbo-maghiare ce ajung până în apropiere de Sofia.

## Arte, științe, literatură și filozofie
- ianuarie: Guillaume al VIII-lea, ducele Aquitaniei proclamă libertatea învățării medicinei la Montpellier.
- Se încheie construirea palatului arab Alcazar din Sevilla.

## Înscăunări
- 16 martie: Henric al II-lea, conte de Champagne.
- 1 septembrie: Lucius al III-lea, papă (1181-1185).
- Jayavarman al VII-lea, rege al statului Angkor, în Cambodgia (1181-1218).

## Nașteri
- 26 septembrie: Sfântul Francisc din Assisi, fondator al Ordinului franciscan (d. 1226).
- Ibn al-Farid, scriitor arab din Egipt (d. 1235)
- Jochi, prinț mongol (d. 1227).
- Marino Morosini, doge al Veneției (d. 1253).

## Decese
- 30 ianuarie: Takakura, împărat al Japoniei (n. 1161).
- 17 martie: Henric I "cel Liberal", conte de Champagne (n. 1127).
- 29 iunie: Vulgrin al III-lea, conte de Angouleme (n. ?)
- 30 august: Papa Alexandru al III-lea (n.c. 1100-1105).
- 27 septembrie: Guichard de Pontigny, arhiepiscop de Lyon (n. ?)
- 4 decembrie: As-Salih Ismail al-Malik, conducător al Siriei (n. 1163)
- Ramon Berengar al III-lea, conte de Provence (n. 1158).
- Taira no Kiyomori, conducător japonez (n. 1118).